# 羅汝敬
羅 汝敬（ら じょけい、1372年 - 1439年）は、明代の官僚。名は簡、字は汝敬で、字をもって通称された。号は寅庵。本貫は吉州吉水県。

## 生涯
羅復仁の孫にあたる。経学を次兄の羅汝弘に教授された。1404年（永楽2年）、進士に及第し、翰林院庶吉士に任じられた。文淵閣に就学したが、書を音読して永楽帝の意に逆らい、その日のうちに一兵卒に落とされて江南に派遣された。数日後に召還された。1407年（永楽5年）、翰林院修撰となった。1420年（永楽18年）、翰林院侍講となった。『高廟実録』の編纂にあたった。1425年（洪熙元年）、時政十五事を上言して、洪熙帝の意に逆らい、獄に下された。雲南道監察御史となった。宣徳帝の初年、帝が天寿山の長陵と献陵に行幸して、降将とともに山谷の間で狩猟したことから、汝敬は大学士の楊士奇に帝を諫めるよう求めた。
ほどなく汝敬は工部右侍郎に抜擢された。1427年（宣徳2年）、ベトナムの後陳朝に派遣され、陳暠を安南国王に封じた。1428年（宣徳3年）、帰国した。黎利が陳暠の死去を報告すると、汝敬は再びベトナムに派遣され、黎利を安南国王に封じた。黎利が主君の喪中にありながら、筵を張って女楽を催したことから、汝敬は黎利を叱責し、黎利はこれに陳謝した。汝敬は帰国すると、両浙の水運を監督した。1431年（宣徳6年）、陝西の屯田を監督した。1434年（宣徳9年）、供応を受けて罪に問われ、事官に左遷された。1435年（宣徳10年）、正統帝が即位すると、大赦があったが、汝敬は詔を勝手に解釈して復職し、逮捕されて獄に繋がれた。陝西での功労を酌量して死刑を免除され、一兵卒として辺境に流された。ほどなく工部右侍郎の任に復帰した。1436年（正統元年）、塞北で糧食輸送の監督にあたった。紅城子で敵に遭遇し、流れ矢が当たって落馬した。1438年（正統3年）、病を理由に辞職して帰郷した。1439年（正統4年）10月、死去した。享年は68。